# Sarcostemma areysianum
Sarcostemma areysianum är en oleanderväxtart som beskrevs av Peter Vincent Bruyns. Sarcostemma areysianum ingår i släktet Sarcostemma och familjen oleanderväxter. Inga underarter finns listade i Catalogue of Life.